# Dawid Szymonowicz
Dawid Szymonowicz (Lidzbark Warmiński, 7 luglio 1995) è un calciatore polacco, difensore del Puszcza Niepołomice.

## Caratteristiche tecniche
Nato come mediano davanti alla difesa, nel corso delle stagioni si è ritagliato uno spazio sempre maggiore come difensore centrale. Ai tempi del Nieciecza è stato impiegato anche come terzino destro. 

## Carriera

### Club

#### Gli inizi
Cresce nel settore giovanile dello Stomil Olsztyn, club con il quale debutta nella trasferta vittoriosa contro l'Arka Gdynia a soli diciotto anni. Riconfermato per la stagione 2013-2014, dopo un inizio da riserva esordisce alla ventiquattresima giornata, disputando gli ultimi incontri per intero senza mai venire sostituito. 
Divenuto un punto fondamentale dello Stomil, il 18 ottobre 2014 arriva la sua prima rete da professionista, nella trasferta vittoriosa contro il GKS Katowice che non basta ad impedire la sconfitta ai suoi. L'annata successiva è caratterizzata da un ruolo ancora più centrale nelle gerarchie dello Stomil, che gli permettono di finire nel mirino dei club di Ekstraklasa, massima divisione polacca.

#### L'arrivo allo Jagiellonia
Il 1º gennaio 2016, a spuntarla, è lo Jagiellonia Białystok, con cui esordisce nella massima serie due mesi più tardi, subentrando a Konstantin Vassiljev nella vittoriosa trasferta contro il Lech Poznań. In questa stagione, Symonowicz viene spostato dal tecnico Ireneusz Mamrot al centro della difesa, ruolo nel quale raggiunge la maturità calcistica. Il 1º maggio 2016, in occasione della gara valevole per i Play-out di Ekstraklasa contro il Podbeskidzie Bielsko-Biała, realizza la sua prima marcatura in massima serie. Riconfermato per la stagione successiva, tuttavia, fatica maggiormente a ritagliarsi spazio e in un intero campionato disputa appena sei gare. 

#### I prestiti
Per questo motivo, nel 2017-2018, viene ceduto in prestito agli slovacchi del ViOn Zlaté Moravce, dove resta fino a marzo prima di fare ritorno allo Jagiellonia - dove sino al termine della stagione non colleziona neanche un minuto. 
Nel campionato successivo fa ritorno dopo in seconda divisione polacca, stavolta al Bruk-Bet Termalica Nieciecza, dove gopca da titolare alternandosi fra i ruoli di difensore centrale, mediano e terzino destro. 
Le sue buone prestazioni non passano inosservate in Ekstraklasa, per questo, il neopromosso Raków Częstochowa decide di puntare su di lui per la sua difesa a 3. Nonostante trovi abbastanza spazio nelle gerarchie di Marek Papszun, a febbraio viene richiamato dallo Jagiellonia, che lo schiera sette volte nelle ultime fare di campionato. 
Nella stagione 2020-2021 viene infine ceduto in prestito al KS Cracovia, dove ha la possibilità di giocare da titolare la gara valevole per la supercoppa polacca vinta dai suoi contro il Legia Warszawa. In occasione di questo match viene schierato a sinistra nella difesa a 4. La stagione con i biancorossi è molto positiva, con ventiquattro gare giocate e una rete segnata. Tuttavia, non basta per convincere lo Jagiellonia Białystok, che l'ultimo giorno di mercato decide di svincolarlo in modo da permettergi di trovare una formazione alla quale accasarsi. 

#### Warta Poznań
Il 20 ottobre, dopo due mesi di inattività, viene tesserato dal Warta Poznań, penultimo in classifica in Ekstraklasa.
Dopo aver conquistato il posto da titolare nella difesa degli zieloni, il 9 febbraio 2022 rinnova il contratto per due anni, festeggiando tale traguardo con il primo gol in maglia Warta pochi giorni più tardi, nella trasferta vittoriosa contro il Legia Warszawa.

### Nazionale
Ha fatto parte, nel 2014, della nazionale Under-20. 

## Statistiche

### Presenze e reti nei club
Statistiche aggiornate al 22 maggio 2022.
| Stagione        | Squadra           | Campionato      | Campionato | Campionato | Coppe nazionali | Coppe nazionali | Coppe nazionali | Coppe continentali | Coppe continentali | Coppe continentali | Altre coppe | Altre coppe | Altre coppe | Totale | Totale |
| Stagione        | Squadra           | Comp            | Pres       | Reti       | Comp            | Pres            | Reti            | Comp               | Pres               | Reti               | Comp        | Pres        | Reti        | Pres   | Reti   |
| --------------- | ----------------- | --------------- | ---------- | ---------- | --------------- | --------------- | --------------- | ------------------ | ------------------ | ------------------ | ----------- | ----------- | ----------- | ------ | ------ |
| 2012-2013       | Stomil Olsztyn    | 1L              | 1          | 0          | PP              | 0               | 0               | -                  | -                  | -                  | -           | -           | -           | 1      | 0      |
| 2013-2014       | Stomil Olsztyn    | 1L              | 11         | 0          | PP              | 1               | 0               | -                  | -                  | -                  | -           | -           | -           | 12     | 0      |
| 2014-2015       | Stomil Olsztyn    | 1L              | 25         | 2          | PP              | 0               | 0               | -                  | -                  | -                  | -           | -           | -           | 25     | 2      |
| 2015-feb.2016   | Stomil Olsztyn    | 1L              | 17         | 2          | PP              | 2               | 0               | -                  | -                  | -                  | -           | -           | -           | 19     | 2      |
| feb.-mag.2016   | Jagiellonia       | E               | 8          | 1          | PP              | 0               | 0               | -                  | -                  | -                  | -           | -           | -           | 8      | 1      |
| 2016-2017       | Jagiellonia       | E               | 6          | 0          | PP              | 1               | 0               | -                  | -                  | -                  | -           | -           | -           | 7      | 0      |
| lug.-ago. 2017  | Jagiellonia       | E               | 1          | 0          | PP              | 1               | 0               | -                  | -                  | -                  | -           | -           | -           | 2      | 0      |
| ago.-mar. 2017  | ViOn Z.M.         | 1L              | 12         | 0          | PF              | 0               | 0               | -                  | -                  | -                  | -           | -           | -           | 12     | 0      |
| mar.-mag. 2018  | Jagiellonia       | E               | 0          | 0          | PP              | 0               | 0               | -                  | -                  | -                  | -           | -           | -           | 0      | 0      |
| 2018-2019       | Nieciecza         | 1L              | 22         | 1          | PP              | 2               | 0               | -                  | -                  | -                  | -           | -           | -           | 24     | 1      |
| 2019-feb.2020   | Raków Częstochowa | E               | 13         | 0          | PP              | 2               | 0               | -                  | -                  | -                  | -           | -           | -           | 21     | 0      |
| feb.-mag. 2020  | Jagiellonia       | E               | 7          | 0          | PP              | 0               | 0               | -                  | -                  | -                  | -           | -           | -           | 7      | 0      |
| 2020-2021       | KS Cracovia       | E               | 24         | 1          | PP              | 4               | 0               | -                  | -                  | -                  | SP          | 1           | 0           | 29     | 1      |
| 2021-2022       | Warta Poznań      | E               | 20         | 2          | PP              | 0               | 0               | -                  | -                  | -                  | -           | -           | -           | 20     | 2      |
| Totale carriera | Totale carriera   | Totale carriera | 193        | 9          |                 | 15              | 0               |                    | -                  | -                  |             | -           | -           | 217    | 9      |